# Varnava (patrijarh srpski)
Patrijarh srpski Varnava (Pljevlja, 10. rujna 1880. – Beograd, 23. srpnja 1937.), svjetovnim imenom Petar Rosić, poglavar Srpske pravoslavne crkve od 12. travnja 1930. do smrti 1937.

## Biografija
Rođen u Pljevljima 10. rujna 1880. godine od oca Đorđa i majke Krsmane rođene Pejatović. Osnovnu školu završio je u Pljevljima, a bogoslovsko-učiteljsku u Prizrenu 1899. godine. Zatim je 1905. godine završio Duhovnu akademiju u Petrogradu, Rusija. Od rektora akademije, episkopa Sergija, primio je monaški čin 30. travnja 1905. godine, čin jerođakona 6. svibnja i jeromonaha 6. lipnja. U drugoj polovini 1905. godine Varnava je otputovao u Istanbul gdje je primio dužnost svećenika pri srpskom poslanstvu. U to vrijeme pisao je u „Carigradskom glasniku, “ jedinom časopisu na srpskom jeziku u Turskom Carstvu, upravljao srpskom školom i surađivao s Carigradskom patrijaršijom. Godine 1910. Carigradska patrijaršija ga je izabrala za episkopa Debarsko-veleške eparhije, s naslovom glavinički. Rukopoložen je 10. travnja 1910. godine u patrijaršijskom hramu Svetog velikomučenika Georgija. Za vrijeme turske uprave u južnoj Srbiji mitropolit je stekao osobitih zasluga na buđenju i jačanju srpske nacionalne svijesti u borbi s bugarskom i grčkom. Po završetku Balkanskih ratova i oslobođenju južne Srbije, a osobito po odlasku egzarhijskih episkopa (1913.), Varnava je upravljao i Bitoljskom i Ohridskom eparhijom, kao i jednim delom Strumičke eparhije, gdje je uredio cijelu Srpsku crkvu u južnim krajevima proširene države. U Prvom svjetskom ratu morao je napustiti južnu Srbiju, gdje je zajedno sa srpskim narodom i vojskom prešao preko Albanije na Krf. Nakon rata, po želji srpske vlade, otišao je u Rusiju u diplomatsku misiju. Kada je 1920. uspostavljena jedinstvena Srpska patrijaršija, Varnava je 17. studenog izabran za mitropolita skopskog. Za patrijarha Srpske pravoslavne crkve izabran je 12. travnja 1930. godine. Varnava Rosić postao je u tridesetoj godini života episkop, u četrdesetoj mitropolit, a u pedesetoj patrijarh. Na čelu SPC bio je samo sedam godina, od 1930. do 1937. Kralj Aleksandar I. Karađorđević kao da nije znao za njegove riječi: „Nisam dovoljno poslušan da bih bio zapovjednik, “ pa je vjerovao da je u Varnavi dobio poslušnog patrijarha, koji će crkvu učiniti servilnim služiteljem države kako je to bio običaj u Srbiji. Umjesto toga, Varnava je od rascjepkane SPC u šest raznih zakonodavnih, administrativnih, financijskih i jerarhijskih područja, novim Ustavom crkve i strogim pravilima ustrojio SPC na suvremen način i uspio je odvojiti od države. Tijekom te reorganizacije formirane su dvije nove eparhije, Zagrebačka i Mukačevska, tako da je u sastav Srpske crkve ulazilo ukupno 27 eparhija, s vikarnom Skadarskom eparhijom u Albaniji. U njegovo vrijeme aktiviran je crkveni život, tako da je počela gradnja mnogih hramova, pa je njegovom inicijativom započeta i izgradnja Hrama svetog Save na Vračaru u Beogradu (najveće pravoslavne crkve u uporabi na svijetu). Također je podigao na mjestu stare Beogradske mitropolije novu zgradu za potrebe Arhiepiskopije (zgradu današnje Patrijaršije u neposrednoj blizini Sabornog hrama), kao i samostan Vavedenje na Senjaku. Varnava je živio u teška i nesigurna vremena dolaska nacista na vlast u Njemačkoj, ubojstva kralja Aleksandra i Španjolskog građanskog rata. Pokazao se postojanim i čvrstim, osobito prilikom pokušaja stvaranja konkordata između Vatikana i Kraljevine Jugoslavije. Bio je nepopustljiv, ne zato što je načelno bio protiv konkordata, nego zato što je smatrao da taj sporazum favorizira katoličku i islamsku vjeroispovijest na račun drugih vjerskih zajednica u Jugoslaviji. Preminuo je iznenada i zagonetno u 57. godini života u Beogradu, 23. srpnja 1937. godine, u trenutku izglasavanja spomenutog konkordata u Skupštini Jugoslavije, koji, iako izglasan većinom glasova, nikada nije stupio na snagu. Patrijarh Varnava je privremeno sahranjen u malom Hramu svetoga Save na Vračaru. Ni do danas nije potvrđeno ni opovrgnuto mišljenje da je otrovan upravo zbog svog nepomirljivog stava oko konkordata.

## Vanjske poveznice
- Novine "Pravoslavlje" o patrijarhu Varnavi  Arhivirana inačica izvorne stranice od 27. studenoga 2011. (Wayback Machine)
- Vijest o Varnavinoj smrti u "Politici"